# محمد بغدادی (بازیکن والیبال)
محمد بغدادی (انگلیسی: Mohamed Baghdadi؛ زادهٔ ۱۳ ژوئن ۱۹۷۴) بازیکن والیبال اهل تونس بود.